# Abraham Lincoln (U-Boot)
Die Abraham Lincoln, auch USS Abraham Lincoln (Kennung: SSBN-602), war ein atomgetriebenes U-Boot mit ballistischen Raketen der George-Washington-Klasse der United States Navy, das von 1961 bis 1981 in Dienst stand. Es wurde nach Abraham Lincoln, dem 16. Präsidenten der Vereinigten Staaten, benannt. 

## Geschichte
Die Lincoln wurde 1958 bei der Portsmouth Naval Shipyard auf Kiel gelegt und lief dort 1960 von Stapel. Die offizielle Indienststellung fand 1961 statt.
Nach einigen Tests und einer kurzen Werftliegezeit (post-shakedown availability) verlegte die Lincoln im Oktober 1961 nach Holy Loch, Schottland, von wo aus sie ihre ersten Patrouillen zur Abschreckung fuhr. Während der Kuba-Krise 1962 befand sich die Lincoln mitten in einer standardmäßigen vierwöchigen Instandhaltungesperiode, als sie den Befehl zum Auslaufen erhielt. Alle Arbeiten wurden gestoppt und das Boot ging auf eine weitere 65-tägige Fahrt. Am 13. Oktober 1965 erreichte die Lincoln erstmals wieder amerikanische Gewässer, sie lief in der Werft von Electric Boat ein, wo sie in fast zwei Jahren komplett überholt, mit neuem Kernbrennstoff ausgerüstet und auf die UGM-27C Polaris A3  umgerüstet wurde.
Im Anschluss kehrte das Boot nach Holy Loch zurück und fuhr bis 1972 von dort. In diesem Jahr wurde die Lincoln der Pazifikflotte zugeteilt, wurde aber zuerst in der Mare Island Naval Shipyard wiederum überholt. Im Anschluss wurde Pearl Harbor der neue Heimathafen. Allerdings wurde die Lincoln aus dem vorgeschobenen Hafen Apra Harbor auf Guam heraus eingesetzt. 1977 führte die Abraham Lincoln als erstes SSBN überhaupt ihre 50. Patrouille durch.
Im Oktober 1979 wurde die Abraham Lincoln in der Puget Sound Naval Shipyard stillgelegt, wo sie 1981 außer Dienst gestellt und schließlich im Rahmen des Ship-Submarine Recycling Program abgebrochen wurde.